# 奧斯特拉
奧斯特拉島是位于挪威特倫德拉格和诺尔兰之間的的一座島嶼。該島面積88平方公里(34平方英里)，島上有三座主要居落，他們是賓達爾、萊卡、和奈略。本島最高點飆高海拔588公尺。

## 引用文獻
1. ↑  . Kunnskapsforlaget. 2017-11-13  [2018-04-30]. （原始内容存档于2019-12-06） （挪威语）.